# 金炳華 (蘇聯)
金炳華（俄語：Ким Пён Хва，羅馬化：Kim Pën Hva，：／ Gim Byeong Hwa，1905年8月6日—1974年5月7日），是烏茲別克集體農莊「Polyarnaya Zvezda」的主席和獎項「社會主義勞動英雄」獲得者（獲得兩次）。

## 早期生活
金出生於濱海邊疆區查皮古村的一個朝鮮農民家庭。他的父母在他出生之前從朝鮮半島移民到俄羅斯，他們是沒有自己土地的貧苦農民。他幫助父母經營農場，完成了四年鄉村學校的學習。
在協約國武裝干涉俄國內戰期間，金在日本干涉西伯利亞期間作為游擊隊員與日本部隊作戰。

## 生涯
1927年，金被召入紅軍服役。他畢業於初級指揮官學校，成為排長助理。1927年加入蘇聯共產黨，1929年參加中東路事件軍事行動。1930年，他成為公司的領班。金被送到以V.I.列寧命名的莫斯科步兵學校，1932年畢業。他曾任駐紮在韃靼州耶拉布加的第26喀山步兵師第76步兵團連長。
1937年，在蘇聯領導人約瑟夫·斯大林的命令下，蘇聯遠東地區的數千名朝鮮人被驅逐到中亞，據說是為了防止日本進一步從事間諜活動。發生了對濱海邊疆區朝鮮人的進一步鎮壓，因此，金於1938年7月14日因被指控為朝鮮民族主義共產黨成員而被捕。1939年4月，該案因缺乏犯罪事實被撤銷，他被釋放。金從軍隊復員。